# Andrin Flüeler
Andrin Flüeler (* 27. September 1993) ist ein Schweizer Unihockeyspieler auf der Position des Verteidigers. Flüeler steht beim Nationalliga A-Verein UHC Waldkirch-St. Gallen unter Vertrag.

## Karriere
Flüeler spielte bis zum Ende der Saison 2012/13 für die U21 von Chur Unihockey, ehe er im Herbst 2013 einen Vertrag beim UHC Waldkirch-St. Gallen unterschrieb. Zur Saison 2013/14 wechselte Flüeler von Chur Unihockey zum UHC Waldkirch-St. Gallen. Während der Saison 2015/16 verletzte sich Flüeler in der Partie vom 28. November 2015 gegen die Unihockey Tigers in der 16. Minute und konnte die Partie nicht zu Ende spielen.
Am 13. April 2017 gab der UHC Waldkirch-St. Gallen bekannt, dass er für eine weitere Saison dem Kader der Ostschweizer angehört. Nach der Saison 2018/19 beendete Flüeler seine Karriere.